# Ascovírus
Az ascovírus többnyire a bagolylepkefélék (Noctuidae) hernyóit fertőző vírus.

## Tudnivalók
Az 1980-as évek elején, a kaliforniai egyetem kutatói egy addig ismeretlen tulajdonságú vírust különítettek el. Ez a vírus gerincteleneket, főleg bagolylepke hernyókat támad meg. Az általa megfertőzött sejtek számos hólyagocskára hullanak szét. Valószínűleg azért, mert a vírusok a sejteket a hólyagok membránjainak létrehozására késztetik. Mindegyik hólyagocskában ismét van egy-egy félezred milliméter vastagságú vírusrészecske. Az ascovírus, úgynevezett DNS-vírus, kettős szálú, vagyis olyan DNS van benne, amely nem záródik körszerű alakzattá.

## Neve
Az ascovírus magyarul, zsákszerűvírust jelent, mivel asco = „zsákszerű” + „vírus” szó.

## Fajai
- Diadromus pulchellus ascovirus
- Heliothis virescens ascovirus 3a
- Spodoptera exigua ascovirus 5a
- Spodoptera frugiperda ascovirus 1a
- Spodoptera frugiperda ascovirus 1d
- Trichoplusia ni ascovirus 2